# Port lotniczy Mayaguana
Port lotniczy Mayaguana – port lotniczy na wyspie Mayaguana (Bahamy).

## Linie lotnicze i połączenia
- Bahamasair (Inagua, Nassau)